# Dichotomius fissus
Dichotomius fissus es una especie de escarabajo coprófago del género Dichotomius, subfamilia, Scarabaeinae, orden Coleoptera. Fue descrita por Harold en 1867.

## Descripción
El cuerpo mide 19–23 mm de longitud.

## Distribución
Especie originaria del Neotrópico. Se distribuye por Argentina, Perú y Brasil.